# محمد علي عبود
محمد علي عبود (من مواليد 1 أكتوبر 2000) لاعب كرة قدم عراقي يلعب كلاعب وسط لنادي الزوراء والمنتخب العراقي.

## مسيرته الكروية

### الصناعة الكهربائية
انضم محمد إلى نادي الدوري العراقي الممتاز الصناعة الكهربائية في سبتمبر 2017 قادمًا من نادي الدرجة الأولى العراقي نادي النجدة.

### القوة الجوية
في سبتمبر 2018 وقع محمد مع نادي القوة الجوية العراقي. بدأ نهائي كأس الاتحاد الآسيوي 2018 حيث فاز النادي بالبطولة للعام الثالث على التوالي. ظهر محمد علي عبود في دوري أبطال آسيا لأول مرة في 12 فبراير 2019، أمام نادي باختاكور طشقند الأوزباكستاني.[بحاجة لمصدر]

## مسيرته الدولية

### تحت 17 سنة
جاءت أول دعوة دولية لمحمد في عام 2015 مع منتخب العراق تحت 17 سنة لتصفيات بطولة آسيا تحت 16 سنة 2016. ضُمَّ إلى التشكيلة النهائية للبطولة وساعد العراق على الفوز بأول بطولة له على الإطلاق.
استدعي محمد علي عبود إلى منتخب العراق تحت 17 سنة لكأس العالم تحت 17 سنة لكرة القدم 2017 حيث أقصي العراق من مرحلة خروج المغلوب.

### المنتخب الوطني
في أكتوبر 2021، استدعي محمد إلى المنتخب الوطني لأول مرة في تصفيات كأس العالم 2022 ضد منتخبي لبنان والإمارات العربية المتحدة. ظهر لأول مرة ضد لبنان في 7 أكتوبر 2021.

## مرتبة الشرف

### نوادي
القوة الجوية
- الدوري العراقي الممتاز: 2020–21
- كأس العراق: 2020–21
- وصيف كأس السوبر العراقي: 2021
- كأس الاتحاد الآسيوي: 2018

### دولي
العراق تحت 17
- بطولة آسيا تحت 16 سنة: 2016

العراق
- كأس الخليج العربي: 2023

## وصلات خارجية
- محمد علي عبود - صفحة اللاعب على موقع كووورة